# 坎波雷阿莱
坎波雷阿莱（義大利語：Camporeale），是意大利西西里大区巴勒莫广域市的一个市镇。总面积38平方公里，人口3490人，人口密度91.8人/平方公里（2009年）。ISTAT代码为082019。